# Setge de Lisboa (1384)
El Setge de Lisboa de 1384 va ser imposat per les forces de Castella, comandades per Joan I de Castella, al 1384, i va durar del 26 de maig fins al 3 de setembre d'aquell any. Els portuguesos hi foren dirigits pel mestre d'Avis (Joan I de Portugal), que seria després aclamat rei.

## Antecedents
Ferran I de Portugal va morir el 22 d'octubre de 1383 deixant Portugal en una situació feble perquè només tenia una filla, Na Beatriu, casada amb el rei de Castella (crisi de 1383-1385). Elionor Telles de Menezes va quedar-ne com a regent.
Un colp encapçalat pel mestre d'Avis (Joan I), va dur a la mort el comte Joâo Fernandes Andeiro, a l'aclamació de Joan I com a regidor i defensor del regne per la població lisboeta i a la fugida de la regent, que va sol·licitar ajut al gendre. El cop i la revolta popular conduïren a la revolució, que es traduí en un canvi de poder.
El rei de Castella decidí envair Portugal a la primeria de 1384 per a eliminar allò que considerava una revolta. L'abril de 1384, a l'Alentejo, Nuno Álvares Pereira va véncer una força castellana en la batalla d'Atoleiros. Aquesta victòria donà ànims als portuguesos per resistir.

## El setge
El setge se'n feu per terra i mar. El descriu Fernão Lopes en la Crònica del rei Joan I, que refereix algunes dades interessants sobre el setge de la ciutat, a l'època, descrivint les mesures defensives, entre les quals:
- la tanca contenia 77 torres, al cim de les quals es muntaren pèrgoles de fusta, per optimitzar-ne la defensa;
- els murs de la tanca tenien 38 portes. La més crítica era la porta de Santa Catarina, davant la qual es va establir el campament de Castella, i davant la qual hi hagué més escaramusses;
- el costat de la riba era defensat per dues grosses estacades, des de les aigües del riu fins al peu de la tanca;
- una estacada doblegada defensava el camí de Santos, per sota de la torre de la talaia;
- una estacada doblegada, al costat oposat de la ciutat, s'estenia junt al mur dels forns de calç, en direcció cap al monestir de Santa Clara;
- estava en construcció, durant els combats, un tros de la barbacana davant el campament de l'enemic castellà, des de la porta de Santa Catarina fins a la torre d'Álvaro Pais.

Durant el setge, va manar Nuno Álvares encendre una gran foguera dalt del castell de Palmela, perquè es veiés a Lisboa: des de la capital respongueren encenent-ne una altra al castell de Sant Jordi.
Una flota vinguda de Porto aconseguí penetrar la línia defensiva de la flota enemiga, i dugué aliments a la ciutat i enfortí la guarnició. En el combat naval contra les galeres castellanes, van ser capturades dues naus portugueses i la galera reial.

## Resultat
El setge de Lisboa s'alçà el 3 de setembre de 1384, a causa sobretot a la pesta que assolà l'exèrcit castellà i li feu moltes baixes; hi hagué també atacs en la perifèria del setge per part de forces de l'exèrcit de Joan I, mestre d'Avis, forces dirigides per l'alentejà Nuno Álvares Pereira. Finalment el poble de Lisboa es trobà segur i lliure de perill, però la flota castellana va continuar al Tejo bloquejant-lo.